# شون هيل (لاعب كرة قدم أمريكية أمريكي)
شون هيل (بالإنجليزية: Shaun Hill)‏ هو لاعب كرة قدم أمريكية أمريكي، ولد في 9 يناير 1980 في بارسونز في الولايات المتحدة.

## وصلات خارجية
- شون هيل على موقع مرجع كرة القدم المحترفة.كوم (الإنجليزية)
- شون هيل على موقع كلية كرة القدم في سبورتس رفرنس.كوم (الإنجليزية)
- شون هيل على موقع IMDb (الإنجليزية)